# Esenbeckia diaphana
Esenbeckia diaphana är en tvåvingeart som först beskrevs av Ignaz Rudolph Schiner 1868.  Esenbeckia diaphana ingår i släktet Esenbeckia och familjen bromsar. Inga underarter finns listade i Catalogue of Life.